# 湖南省农业厅
湖南省农业厅曾是中华人民共和国湖南省人民政府管理湖南省农业与农村经济发展的组成部门。依据2014年《湖南省人民政府职能转变和机构改革方案》，湖南省农业厅、中共湖南省委农村工作部（省农办）的职责被整合，组建湖南省农业委员会，为湖南省人民政府组成部门，挂中共湖南省委农村工作办公室牌子。

## 部门领导

### 行政领导
- 厅长：田家贵
- 副厅长：曹英华、李志纯、黄其萍、兰定国
- 巡视员：青先国
- 副巡视员：文培正、王新明、左平权
- 湖南省畜牧水产局局长：曹英华
- 湖南省农机局局长：谢国华

### 党组领导
- 书记：田家贵
- 副书记：曹英华
- 成员：李志纯、黄其萍、王罗方、谢国华
- 纪检组长：王罗方

## 主要职能
1. 拟订种植业、畜牧业、渔业、农业机械化、乡镇企业、农垦等农业各产业（以下简称农业）发展战略、中长期发展规划并指导实施，参与拟订农村经济发展政策、发展战略、中长期发展规划并指导实施。组织起草农业和农村经济的地方性法规、规章草案，负责农业行政执法和行政复议工作，推进农业依法行政。提出有关农产品及农业生产资料价格、大宗农产品流通、金融保险、税收、农业财政补贴及农业产业保护的政策建议并参与制定相关政策。
2. 参与研究提出深化农村经济体制改革的政策建议，参与指导耕地、农用水域与滩涂、草地使用权流转和减轻农民负担、惠农政策落实工作，参与指导农业社会化服务体系、农村合作经济组织、农民专业合作社和农产品行业协会的建设与发展工作。
3. 指导粮食等主要农产品生产，组织落实促进粮食等主要农产品生产发展的相关政策措施，引导农业产业结构调整和产品品质的改善。会同有关部门指导农业标准化、规模化生产。提出扶持农业农村发展的财政政策和项目建议，负责提出农业固定资产投资规模、投资项目和省级财政性资金安排的建议，编报部门预算并组织执行。拟订农业开发规划并监督实施。配合省财政厅组织实施农业综合开发项目。
4. 组织拟订促进乡镇企业、农产品加工业、农村第三产业和农业产业化发展政策、规划、计划并组织实施。促进农业产前、产中、产后一体化发展；组织指导乡镇企业、农产品加工业、农村第三产业的结构调整、技术创新和服务体系建设。提出促进大宗农产品流通的政策建议，制定大宗农产品与农业投入品市场体系建设与发展规划。培育、保护和发展农产品品牌。
5. 承担提升农产品质量安全水平的责任。依法开展农产品质量安全风险评估，发布有关农产品质量安全状况信息，负责农产品质量安全监测。制定农产品转基因生物安全评价标准和技术规范。参与制定农产品质量安全地方标准并会同有关部门组织实施。指导农业检验检测体系建设和机构考核，依法实施符合安全标准的农产品认证和监督管理。在环境保护部门统一监督指导下，对农业环境保护工作实施具体监督管理。
6. 负责农业生产资料监督管理。依法开展农作物种子（种苗）、草种、种畜禽、水产苗种、兽药、饲料、饲料添加剂等农业生产资料的行政许可及监督管理。承担农药、兽药的广告审查工作。拟订有关农业生产资料地方标准并会同有关部门监督实施。开展兽医医疗器械和有关肥料的监督管理。组织农业生产资料市场体系建设。指导农业机械化发展和农机安全监理。
7. 负责农作物有害生物防治与动物（含水生动物，下同）疫病防控工作。拟订农作物有害生物与动物疫病防治、动植物检疫的发展规划、计划并组织实施，制定农作物有害生物防治与动物疫病防控政策并指导实施，组织拟订农作物有害生物防治、动物防疫和动植物检疫标准并指导实施，组织指导植保植检体系与动物防疫体系建设、农作物有害生物测报防治、植物检疫性有害生物普查防控。组织监督动物防疫检疫工作，管理动物疫情并参与组织扑灭。承担引进农作物种子．（种苗）与动物种苗检疫审批工作。组织兽医医政和药政管理。
8. 承担农业防灾减灾的责任。监测、发布农业灾情，组织种子、化肥等救灾物资储备和调拨。提出农业生产救灾资金安排建议，指导紧急救灾和灾后生产恢复。
9. 管理农业经济信息，监测分析农业经济运行，开展相关农业统计工作。征集、发布农业经济信息，负责农业信息化体系建设，指导农业信息服务。
10. 制定农业科研、农技推广规划、计划和有关政策，会同有关部门组织全省农业科技创新体系和农业产业技术体系建设，实施科教兴农战略，按分工组织实施农业科研重大专项。组织实施农业领域的高新技术和应用技术研究、农业科技成果转化和技术推广。负责农业科技成果管理，组织引进国内外农业先进技术，指导农技推广体系改革与建设。负责农业植物新品种保护，负责农业转基因生物安全监督管理。
11. 会同有关部门拟订农业农村人才队伍建设规划并组织实施，指导农业教育和农业职业技能开发工作，参与实施农村实用人才培训工程。负责农村劳动力转移就业培训工作，会同有关主管部门依法实施农业农村人才专业技术资格和从业资格管理。
12. 组织农业资源区划工作，指导农用地、渔业水域、草原、宜农湿地以及农业生物物种资源的保护和管理，负责水生野生动植物保护工作。拟订耕地及基本农田质量保护与改良政策并指导实施，依法管理耕地质量。运用工程设施、农艺、农机、生物等措施发展节水农业。负责渔船检验和渔政、渔港监督管理。
13. 制定并实施农业生态建设规划，指导农业生物质产业（不含沼气）发展和农业节能减排，承担指导农业面源污染治理有关工作。对农产品产地安全实行分类管理。指导生态农业、循环农业等的发展。负责保护渔业水域生态环境。牵头管理外来物种。
14. 组织开展农业贸易促进和有关经济、技术交流与合作。指导农产品出口基地建设，协助有关部门组织实施农业援外项目。
15. 承办省人民政府交办的其它事项。[2]

## 机构设置

### 内设机构
- 办公室
- 发展计划与财务处
- 政策法规处
- 科技教育处（省农业转基因生物安全管理办公室）
- 市场信息处
- 国际合作处
- 粮油作物处
- 经济作物处
- 蔬菜处
- 农产品质量安全监管处
- 人事处
- 离退休人员管理服务处
- 机关党委
- 纪检监察
- 湖南省农业技术推广总站
- 湖南省植保植检站
- 湖南省土壤肥料工作站
- 湖南省种子管理局
- 湖南省农业资源与环境保护管理站
- 湖南省绿色食品办公室&湖南省农产品质量安全中心
- 湖南省农业信息中心
- 湖南省农产品检验检测中心
- 湖南农业杂志社
- 湖南省农业行政执法总队

### 直属机构
- 湖南省乡镇企业局
- 湖南省畜牧水产局
- 湖南省农业机械管理局
- 湖南省农垦局
- 湖南省农业集团有限公司
- 湖南生物机电职业技术学院
- 湖南省优质果茶良种繁育场
- 湖南省微生物研究所
- 湖南省蚕桑科学研究所
- 湖南省贺家山原种场
- 湖南省棉花科学研究所